# Cabera humbloti
Cabera humbloti là một loài bướm đêm trong họ Geometridae.